# Papaver lapponicum
Papaver lapponicum (укр. Мак лапла́ндський) — вид багаторічних трав'янистих рослин з роду мак (Papaver) родини макових (Papaveraceae).
Ендемік Феноскандії. Ареал обмежений на теренах Росії центральною частиною Кольського півострова — Хібіни, Ловозерська тундра та невеличкі скупчення в Мончетундрі. Крім Росії зустрічається в Північній Норвегії.
Типові місця розповсюдження лапландського маку: дрібноземні та піщані осипи, кам'янисті розсипи по берегах річок і струмків гірсько-тундрового поясу, поясу березового криволісся та, зрідка, лісового поясу. Найчастіше зустрічається на відкритих місцях з розрідженим трав'янистим покриттям.
Запилюється переважно джмелями (Bombus).
Листя сіро-зелене чи зелене, запушене прилеглими довгими волосками білого кольору, довжиною 4—12 см, на черешках завдовжки до 7 см, простоперисторозсічене, з 3—4 парами сегментів. Сегменти ланцетоподібні, довго-загострені або лінійні, переважно зубчасті, подовжені або вкорочені, кінці гострі або тупі.
Квітконоси численні, прямі, заввишки 10—30 см, внизу майже голі, вгорі з притиснутими білими або темними щетинками. Бутони маленькі, довжиною 1,5 см, діаметром 0,6 см, вкриті короткими темними волосками. Квітки діаметром до 2,5 см, чашоподібні, яскраво-лимонні. Квітколожа запушені, зелені, світлі по краях. Пелюстки швидко опадають, до основи звужуються, згори округлі або усічені, зовнішні пелюстки завдовжки 1,3 — 2,3 см, внутрішні удвічі менші. У віночку знаходиться безліч тичинок, довжина яких на порядок перевищує довжину зав'язі.
Коробочка довжиною 1,3 см, шириною 0,5—0,7 см, грушоподібно-овальна або булавоподібна, з негустими притиснутими темними щетинками.

## Охоронний статус
Незважаючи на щорічне плодоношення лапландського маку, що забезпечує збереження виду, популяція його вкрай мала. Головними чинниками, що обмежують чисельність його чисельність, є гірничо-промислова діяльність людини у місцях розповсюдження рослини та незаконний збір на букети.
Цей вид занесено до Червоної книги Росії та Мурманської області й охороняється:
1. Полярно-альпійський ботанічний сад-інститут[4];
2. Ловозерський район Мурманської області — Ботанічна пам'ятка «Арніки і маки ущелини Індічйок»[9].